# Theodor-Heuss-Gymnasium Aalen
Das Theodor-Heuss-Gymnasium (kurz THG Aalen) ist ein allgemeinbildendes Gymnasium mit einem naturwissenschaftlichen und einem sprachlichen Profil sowie einem bilingualen Zug. Als eine der 44 Modellschulen in Baden-Württemberg bietet es einen 9-jährigen Weg zum Abitur an. Eine besondere Förderung des naturwissenschaftlich-technischen Bereichs stellen die Junior-Ingenieur-Akademie und die Schüler-Ingenieur-Akademie dar.
Seit Oktober 2016 ist das THG anerkannte UNESCO-Projektschule.

## Geschichte
Die Vorgängereinrichtung des heutigen Theodor-Heuss-Gymnasiums war das einstige Realprogymnasium für Mädchen. Dieses wurde im Jahre 1908 auf Beschluss des Aalener Gemeinderats geschaffen. 1909 beauftragte die Stadt den Architekten Paul Bonatz mit dem Bau eines neuen Schulgebäudes, in dem die Realgymnasien für Jungen und Mädchen untergebracht werden sollten. 1912 wurde der für die damalige Schularchitektur wegweisende Bau eingeweiht.
Als dann nach dem Zweiten Weltkrieg die Schülerzahlen an beiden Schulen stetig stiegen, fasste der Aalener Gemeinderat 1961 den Beschluss, ein zweites Aalener Gymnasium zu errichten. Zunächst als Mädchenschule geplant, entschied man sich 1963 dafür, doch ein gemischtes Vollgymnasium aufzubauen und dieses nach dem 1963 verstorbenen ehemaligen Bundespräsidenten Theodor Heuss zu benennen. Für den Aufbau wurde ein Architekturwettbewerb ausgerufen, bei dem sich Stribl und Horrer aus Plochingen gegen 33 weitere Büros durchsetzen konnten. Der Bau kostete rund 6 Millionen DM. 1964 konnte Richtfest gefeiert werden. Unterrichtsbeginn war am 28. April 1965, die offizielle Einweihung fand schließlich am 6. Mai 1965 statt.
Über 120 Schüler besuchten im Eröffnungsjahr die Schule. Als Novum wurde ein sogenannter B-Zug oder Aufbauzug eingeführt, der es Schülern mit Mittlerem Bildungsabschluss ermöglichte, innerhalb von drei Jahren die Fachhochschulreife zu erwerben und sich zum Volksschullehrer ausbilden zu lassen. Dabei handelte es sich um einen der ersten in Baden-Württemberg. Bis 1977 konnte dieser Abschluss erworben werden.
Im Oktober 1966 wurde die erste Abiturprüfung durchgeführt. Der erste Jahrgang bestand aus 20 Schülern, die alle die Prüfung bestanden. 1966 nahm die Schule an der Fernsehsendung „Die 6 Siebeng’scheiten“ teil und gewann dort den ersten Preis, einen Fernsehapparat. 1967 müssen erste Fachräume neuen Klassenräumen weichen. Um den Platzbedarf zu bedienen, wird ein ehemaliges Verwaltungsgebäude der Firma Zeiss als Ausweichschulgebäude angemietet. Zudem wird ein Progymnasium aufgebaut, das später als Kopernikus-Gymnasium Wasseralfingen bekannt wird.
Im Jahr 1973 wurde ein Sprachlabor eingerichtet. 1974 begann ein bis in die heutige Zeit andauernder Schüleraustausch mit St. Lô in Frankreich. 1975 erreichte die Schülerzahl mit 1068 Schülern ihr erstes Maximum. 1978 wurde die reformierte Oberstufe eingeführt. Im Zuge dessen musste das Gebäude erneut erweitert werden. Die neuen Unterrichtsräume wurden im September 1979 eingeweiht. 1986 kam mit dem Nebengebäude „Rosa Villa“ ein Informatikraum hinzu. 1987 wurde der Bau einer neuen Sporthalle auf dem bisherigen Hartplatz beschlossen, die Mitte der 1990er eingeweiht und nach dem Kraftsportler Karl Weiland benannt wurde.
1990 wurde nach dem Festakt zum 25-jährigen Jubiläum der Schule mit den Plänen zur Renovierung, zur Verbesserung des Lärmschutzes sowie der Neugestaltung des Schulhofes begonnen. 1994 nahm der naturwissenschaftliche Zug seinen Anfang, nachdem man sich am Schulversuch „Naturphänomene“ beteiligte. 1995 kam ein verpflichtendes Berufspraktikum hinzu, die sogenannte Berufs- und Studienorientierung an Gymnasien (BoGy), zudem wurde unter Kultusministerin Annette Schavan in Baden-Württemberg das achtjährige Gymnasium (G8) eingeführt. 1998 wurde ein „Turbozug“ eingeführt. Das Gymnasium fuhr jedoch zweigleisig und bot bis 2004 eine Wahl zwischen G8 und G9 an.
Ab 2005 wurde das Bilinguale Profil eingeführt, nachdem ein Musikzug vom Kultusministerium abgelehnt worden war. 2006 wurde eine Offene Ganztagsschule eingeführt. In diesem Rahmen wurde auch eine neue Mensa eingeführt, die von der Stiftung Haus Lindenhof bedient wurde. 2008 wurden mit den Fächern Literatur und Theater neue Oberstufenfächer eingeführt. Seit 2012 nimmt die Schule als Modellschule am Modellversuch G9 teil und darf wieder G8 und G9 als Wahlmöglichkeit anbieten. Im gleichen Jahr wird Spanisch als Schulfach eingerichtet.
2012 gelingt die Aufnahme in das Verfahren zur Anerkennung als UNESCO-Projektschule. Bis 2014 wurde sie als interessierte Schule geführt, ab 2014 dann als „mitarbeitende UNESCO-Schule“ und seit 2016 ist sie offiziell anerkannt.
Im Jahr 2013 wurde der Wirtschaftskurs der Schule von der Frankfurter Allgemeine Zeitung und dem Bundesverband deutscher Banken im Rahmen des bundesweiten Wettbewerbs „Jugend und Wirtschaft“ ausgezeichnet. In dem Projekt wurden Zeitungsartikel verfasst, von denen eine Auswahl im Wirtschaftsteil der Frankfurter Allgemeinen Zeitung abgedruckt wurden. An dem Wettbewerb nahmen rund 60 Schulen teil.
2016 nahm das THG an einem Workshop der SWR Big Band teil.

## Profile
- Sprachliche Profile mit der Sprachenfolge Englisch/Französisch/Spanisch oder Englisch/Latein/Spanisch.
- Naturwissenschaftliche Profile mit der Sprachenfolge: Englisch/Französisch oder Englisch/Latein. Als Profilfach steht die Junior-Ingenieur-Akademie oder das Fach Naturwissenschaft und Technik zur Wahl.
- Bilingualer Zug (englisch) mit dem internationalen Abitur als möglichen Abschluss.[7]

## Besonderheiten
Seit den Anfängen des Gymnasiums als Mädchen-Progymnasium bis heute, jedoch mit einigen Unterbrechungen, gibt es eine gedruckte Schülerzeitung mit dem Namen „Der Spion“. Die Ausgabe zum 50-jährigen Jubiläum der Schule umfasste eine Schulchronik und war 112 Seiten dick.
2000 gründete das THG zusammen mit den Nachbargymnasien die Schüler-Ingenieur-Akademie (SIA), eine Kooperation mit der Hochschule Aalen. Als Partner konnten Südwestmetall, Kessler + Co, Kiener Maschinenbau, Mapal und SHW Werkzeugmaschinen gewonnen werden. Das THG war damit eine der neun ersten Schulen in Baden-Württemberg, die dieses Projekt in Angriff nahmen. Dabei wird von der Jahrgangsstufe 1 aller Aalener Gymnasien ein Projekt initiiert, geplant und durchgeführt, das im technisch-naturwissenschaftlichen Bereich angesiedelt ist.
Nachdem das Gymnasium zwischen 1998 und 2004 eine der wenigen Schulen im Land Baden-Württemberg war, die G8 und G9 gleichzeitig anbieten konnten, wurde dies auf Grund der Schulgesetze anschließend nicht mehr möglich. 2012, nach einem Wechsel in der Regierung, bewarb sich die Schule um einen Platz im Modellversuch G9 und gehörte damit zu den 22 Modellschulen, in denen die Wahlfreiheit wieder eingeführt wurde. Im ersten Jahr des Versuchs wurden drei Klassen mit G9 und nur eine mit G8 gebildet. Die Teilnahme am Schulversuch sorgt dafür, dass die Eingangsklassen wieder stärker besetzt werden. 2014 wurde außerdem die Junior-Ingenieur-Akademie eingerichtet, ein bundesweites Projekt der Deutsche Telekom Stiftung, das sich an die Mittelstufe richtet.
Seit 2016 ist die Schule eine UNESCO-Projektschule.

## Bekannte Schüler
- Anton Landgraf (1964–2023), Journalist
- Pascal Bader (* 1970), Oberbürgermeister von Kirchheim unter Teck
- Christoph Huber (* 1975), deutscher Brigadegeneral der Bundeswehr
- Frederick Brütting (* 1983), Oberbürgermeister von Aalen